# Gros Caca
 (juin 2023).
Gros Caca (More Crap en VO) est le neuvième épisode de la onzième saison de la série animée South Park, ainsi que le 162e épisode de l'émission.
L'épisode est focalisé sur Randy Marsh et les autres adultes de South Park. C'est un des rares épisodes où un seul enfant apparaît, avec un rôle mineur.

## Synopsis
Randy Marsh, constipé, doit utiliser des laxatifs, ce qui se traduit par une session douloureuse aux toilettes. Au moment de tirer la chasse d'eau, Randy s'aperçoit que son caca est énorme et décide de le conserver, ameutant ses amis pour venir l'admirer.  Stephen Stotch lui conseille d'appeler la société du Livre Guinness des records, mais le record n'étant pas homologué, on le redirige vers le « European Fecal Standards & Measurements Institute » situé à Zurich.
L'étron est mesuré à 8 « Couracs » et demi. Les Suisses viennent examiner l'œuvre et le record est homologué, évinçant le précédent recordman, qui s'avère être Bono, le chanteur de U2. Ce dernier semble abasourdi. Randy est sacré dans une cérémonie organisée par le gouvernement américain  en présence de George Bush et Dick Cheney, mais une vidéo de Bono interrompt la cérémonie, ce dernier prétendant avoir déféqué un étron plus gros encore.
Randy est complètement déprimé d'avoir perdu son record. Il retourne au bar, où ses potes l'encouragent à recommencer son exploit et à faire mieux encore. Randy en ressort plus motivé que jamais et découvre à l'échographie que son caca à venir fait 14 Couracs. Toutefois le caca devra être fait à Zurich sur demande de Bono. C'est dangereux pour Randy qui ne doit pas voyager dans cet état sous peine de conséquences « catastrophiques ».
Stan se rend chez Bono et il lui demande de laisser son père être premier pour une fois, et d'être « numéro deux » (un euphémisme américain pour défécation — « number two » pour la « seconde commission » ou « grosse commission »). Bono s'énerve et fait expulser Stan. À Zurich, Randy défèque son chef-d'œuvre. Stan est alors informé de la terrible nouvelle ; le record de Bono date de 1960, l'année de sa naissance. Il n'est pas le détenteur du record ! « Il est le record ! »
À Zurich toujours, Randy ne parvient pas à déféquer. On demande une césarienne mais cela empêcherait l'homologation du record. Stan arrive et apprend la terrible nouvelle aux Suisses... L'un d'entre eux avoue qu'il est le « proféniteur » de Bono. Randy réussit à poser son immense étron (qui fait au moins deux fois sa taille). Les Suisses s'excusent de tout ceci.
Pendant tout l'épisode, à trois reprises exactement, un jingle passe montrant un Emmy Award, avec la mention « série récompensée par un Emmy Award ». Le Suisse prend ledit Emmy passant juste devant l'écran et l'enfonce dans le caca de Randy, concluant ainsi l'épisode.